# فردریک کریستین (بازیکن کریکت)
فردریک کریستین (انگلیسی: Frederick Christian; ۱ ژانویهٔ ۱۸۷۷ – ۱۳ مارس ۱۹۴۱) بازیکن کریکت اهل بریتانیا بود.